# Psilocurus birdi
Psilocurus birdi pallustris là một phân loài ruồi trong họ Asilidae. Psilocurus birdi pallustris được Hull miêu tả năm 1961. Phân loài này phân bố ở vùng Tân Bắc giới.